# Virgen de Quito
La Virgen de Quito, también conocida bajo los nombres de Virgen del Apocalipsis, Virgen alada, Virgen bailarina y Virgen de Legarda, es una escultura de madera de 30 cm de alto, obra del artista quiteño Bernardo de Legarda, que se ha convertido en la mayor representante de las piezas creadas en el marco de la escuela quiteña, que se desarrolló en la capital ecuatoriana durante la época colonial, y que adquirió gran prestigio mundial.
La figura original fue concebida como una advocación de la Inmaculada Concepción y es venerada en el altar mayor de la iglesia de San Francisco, en Quito. Otra réplica producida por el mismo artista (Nuestra Señora Alada del Apocalipsis de Popayán) pero de mayor tamaño, se encuentra en Popayán (Colombia) y representa la misma advocación, que es venerada tanto en la Catedral de Nuestra Señora de la Asunción, como en la Iglesia de San Francisco y resguardada también en el Museo Arquidiocesano de Arte Religioso.

Según lo ha estudiado Patrizia Di Patre, el origen de la Virgen de Quito está íntimamente vinculado a la literatura quiteña barroca,  particularmente al poeta Jacinto de Evia, y la relectura de mujeres clásicas con virtudes guerreras y virginales:
Las mujeres velocísimas [...] arcádicas y militantes, son siempre virginales, y llegan a prefigurar el tipo cristiano de la Virgen por excelencia. Al fundirse con otros elementos de la tradición cristiana, [...] terminan por componer un cuadro [...], una  suerte  de  esquema  fijo  en  el  cual  predomina  la  característica de las alas —señal de rapidez inconcebible—, primero figuradas y luego decididamente  físicas,  reales.  El  tratamiento eviano  [de Jacinto de Evia]  de  la  Virgen  justifica  el  surgir  de un cortejo imaginativo, y luego de una correspondiente plástica, acordes con este complejo metafórico. La “Virgen alada” del Panecillo no es, en conclusión, sino la expresión física de la figuración eviana [de Jacinto de Evia] (derivada de Góngora), un plasmar en imágenes  lo  que  ya  impresionaba  desde  los  textos,  y  producía  una  bien  determinada  emotividad colectiva.

## Historia

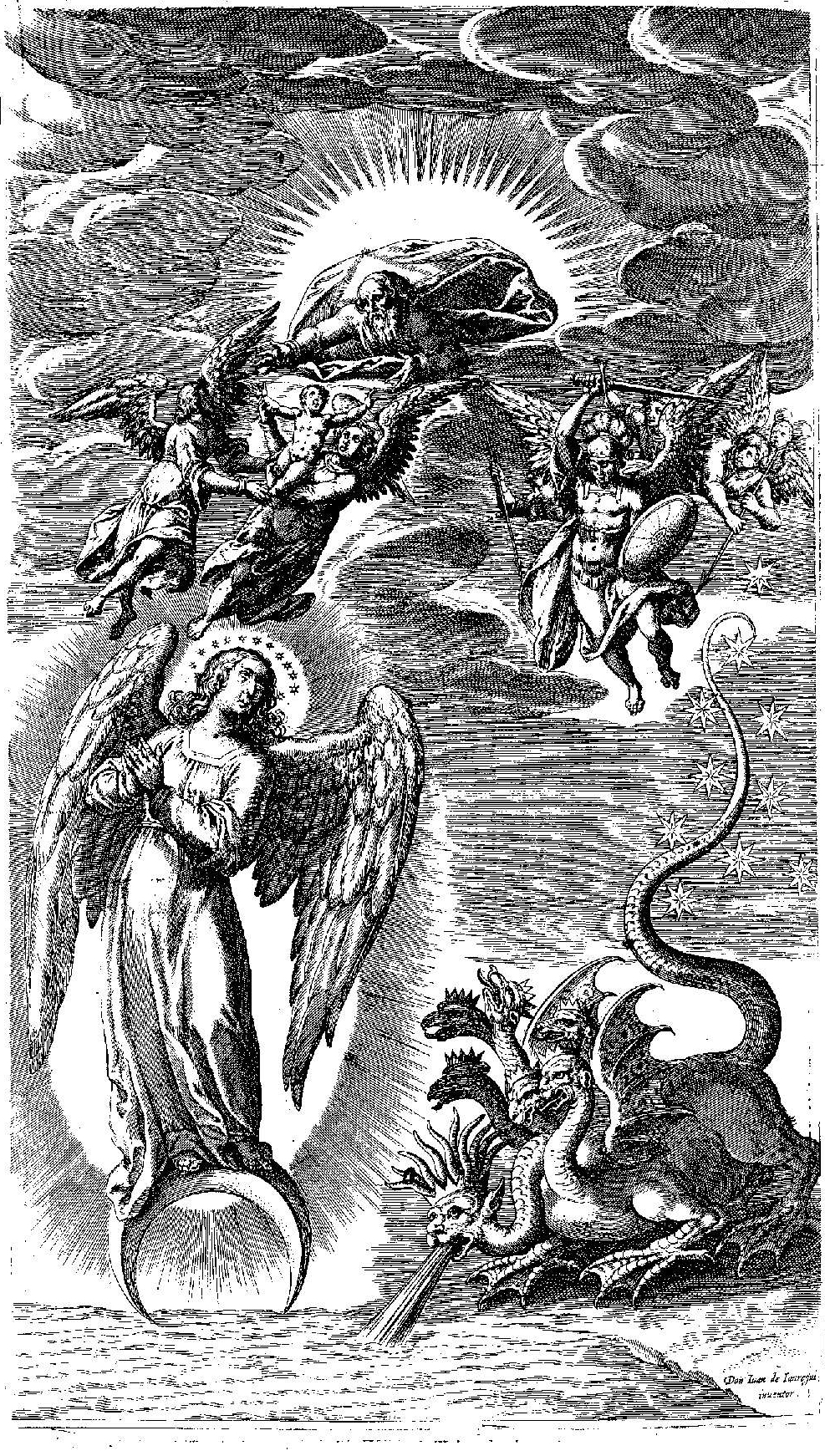
Grabado del Apocalipsis sobre un dibujo Juan de Jáuregui en Luis del Alcázar, Vestigatio arcani sensus...

Para introducirnos en la historia de este ícono de la escultura ecuatoriana, debemos remontarnos al siglo XVIII, cuando la escuela quiteña era una de los semilleros de arte más importantes del nuevo mundo. Docenas de artistas, especialmente de raza indígena o mestiza, se especializaban en los talleres de los conventos o en aquellos pertenecientes a los grandes maestros que décadas antes se habían formado junto a los sacerdotes, para luego seguir nutriendo la fama de la Escuela que, muy trágicamente, se apagaría durante la época de las revoluciones independentistas del siglo XIX y nunca más volvería a cobrar la importancia de antaño.
Bernardo de Legarda era uno de aquellos maestros mestizos que hicieron brillar el arte quiteño; se había dado a conocer en 1731 con su primer trabajo importante, restaurando una imagen de San Lucas para la iglesia quiteña de Santo Domingo, y desde entonces comenzó a ser solicitado por su impecable trabajo.
En 1732 fue contratado por los padres franciscanos, quienes le encargaron una imagen de la Virgen de la Inmaculada Concepción para uno de los retablos de las capillas laterales de la Iglesia de San Francisco que regentaban en la ciudad de Quito. Legarda, consciente de que difícilmente podría crear una iconografía propia con una imagen tan tradicional como la de la Inmaculada (aquella que no carga al niño, porque apenas está por concebirlo por obra y gracia del Espíritu Santo, y cuyos colores son siempre el blanco y el azul), nunca pensó siquiera en que lograría la obra más representativa de la escultura de lo que más tarde sería el Ecuador. La obra fue entregada a los franciscanos el 7 de diciembre de 1734, fecha que se puede constatar en los muñones de las manos de la virgen, donde además el artista dejó plasmada su firma.
Patrizia Di Patre indica las fuentes iconográficas y literarias:
Un texto de san Juan de Patmos había influido en la representación de imágenes aladas, la mujer apocalíptica  en su  huida.  Juan  de  Jáuregui  ilustró  en  1614  los  comentarios  que  el  santo  había realizado del Apocalipsis. Este grabado, recogido por grabadores de Amberes, debió haberse introducido en América durante la primera mitad del siglo XVII. En Quito,  un  bellísimo  lienzo  atribuido  a  Miguel  de  Santiago  en  el  Museo  del  Banco  Central da fe de ello.

## Descripción

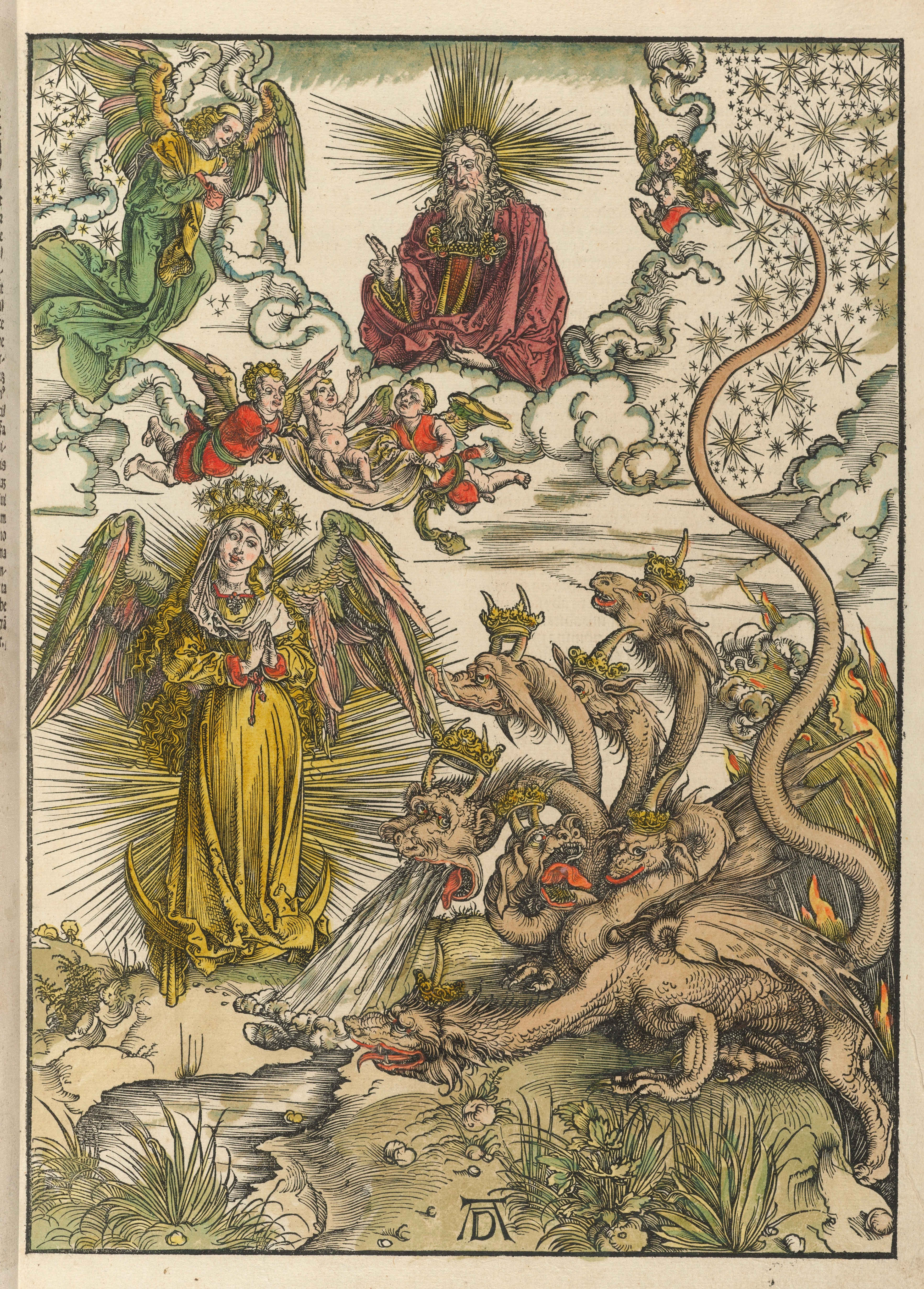
Alberto Durero, "Mujer apocalíptica y dragón de siete cabezas", en Apocalipsis cum figuris, xilografía, 1498.

Con antecedentes en algunos grabados europeos del siglo XVI, como el de Alberto Durero en su obra "Mujer apocalíptica y dragón de siete cabezas", la escultura legardina tiene un alma de madera de 30 centímetros de alto. Representa a una Virgen danzarina que parece flotar, con gran riqueza gestual y abundancia de pliegues y movimientos, cuyas manos están en una posición de vuelo y éxtasis. Está vestida de sol mediante la técnica del chinesco, una policromía sobre fondo de pan de oro; mientras que el manto es de color azul profundo y presenta hojillas de plata en el fondo.
La cabeza de la Virgen está coronada por doce estrellas que brotan de una diadema de plata repujada y cincelada, que para la cosmovisión andina representa la preeminencia femenina durante los doce meses del año, relacionándola con la agricultura, los tiempos de siembra y cosecha regidos por la luna (menguantes y crecientes) y el sol (solsticios y equinoccios).
En el conjunto de la parte baja de la escultura se puede apreciar que la Virgen está de pie sobre una luna en cuarto creciente, que señala la capacidad creadora de la mujer, de la misma manera que en la mitología indígena Mama Quilla propicia la fecundidad de la tierra. La mujer pisa con sus zapatillas al dragón, la bestia apocalíptica, y que además está sometido por una cadena de plata que sostiene la Virgen entre sus manos. El detalle de las alas, de águila para unos, de cóndor para otros, le sirven para huir al desierto y proteger a su hijo de ser necesario.

La escultura representa, como ya se dijo, a la Inmaculada Concepción pues ese había sido el trabajo encargado a Legarda; pero también representa la asunción de la Virgen al cielo, detalle expresado con las alas. Es además una alegoría del triunfo de la iglesia sobre el pecado, representado por la bestia que es aplastada por la Virgen con sus pies mientras la mantiene atada la cadena. Los colores escogidos por el artista para dar los acabados al ropaje de la escultura fueron el rojo, que representaba al amor de madre, el azul a la sabiduría y el blanco a la pureza.

Esculturas de la Virgen de Quito
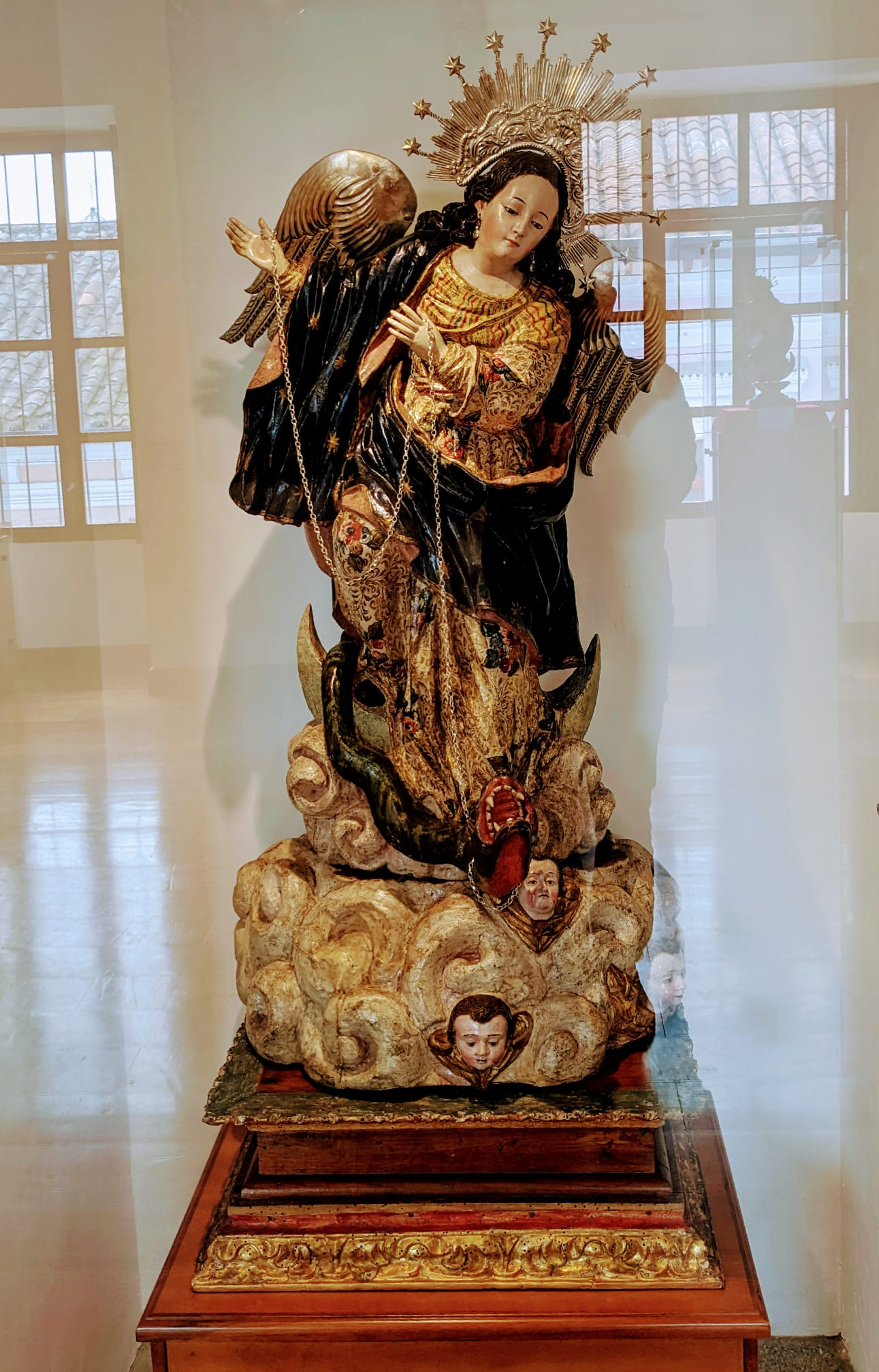
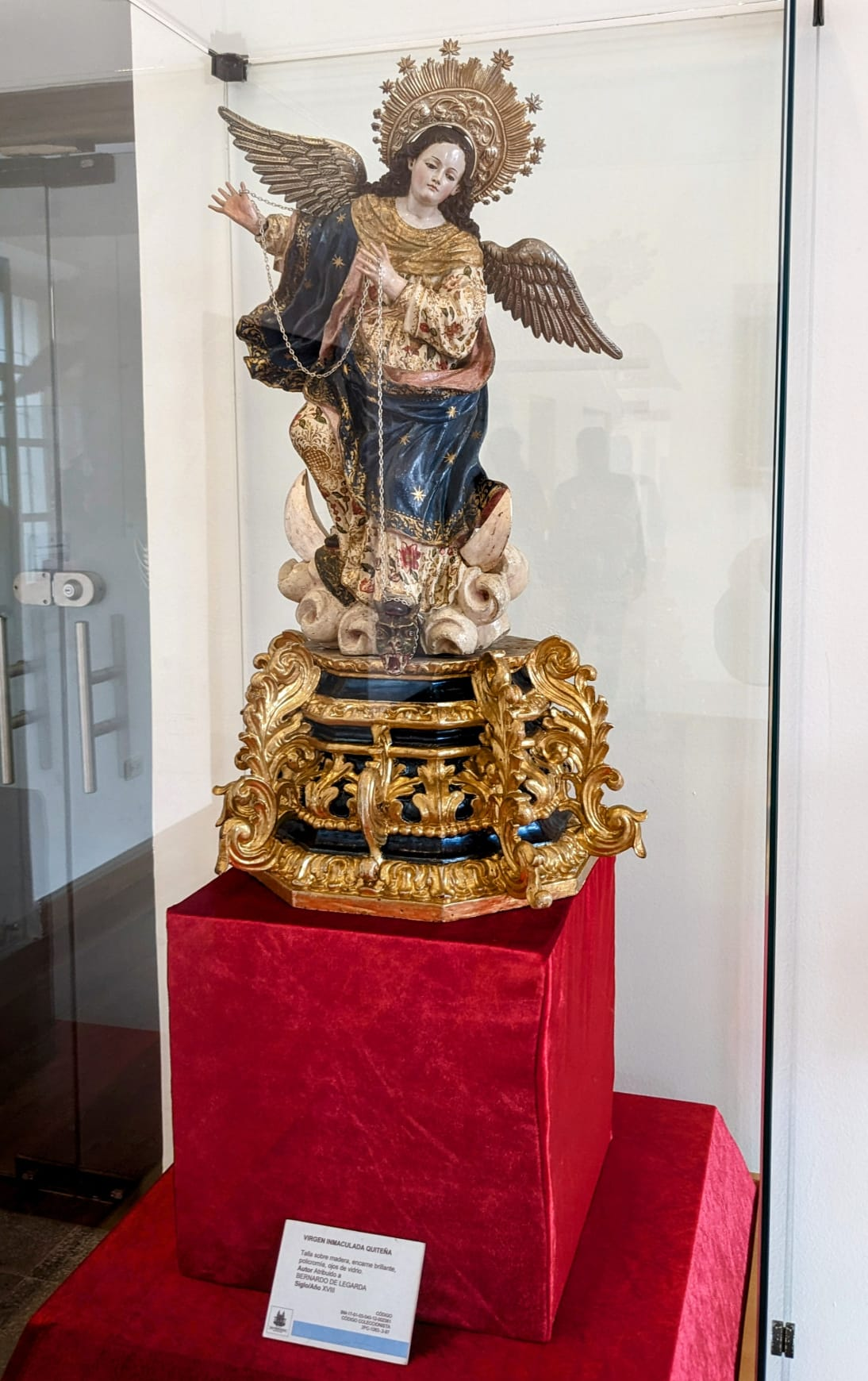
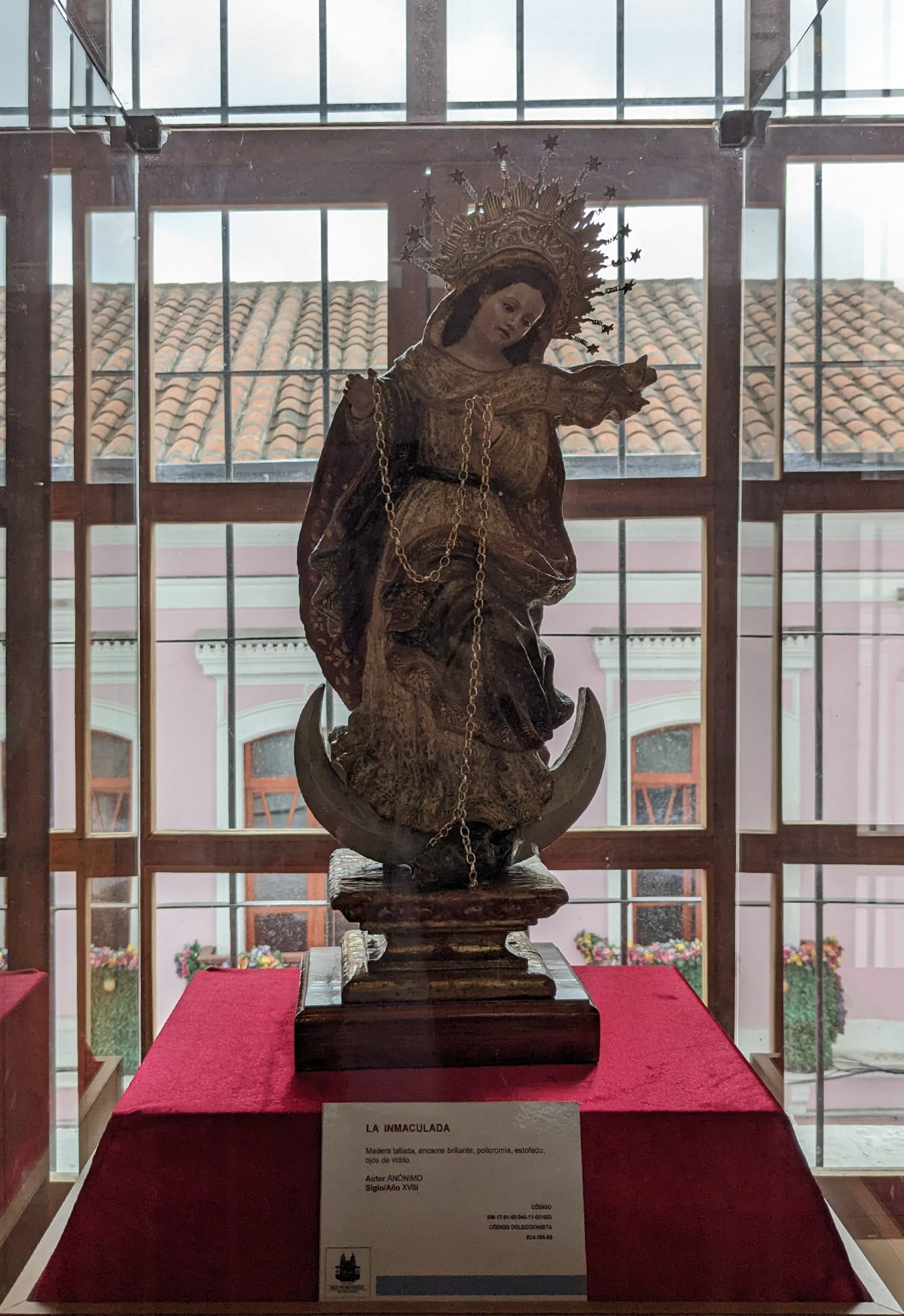
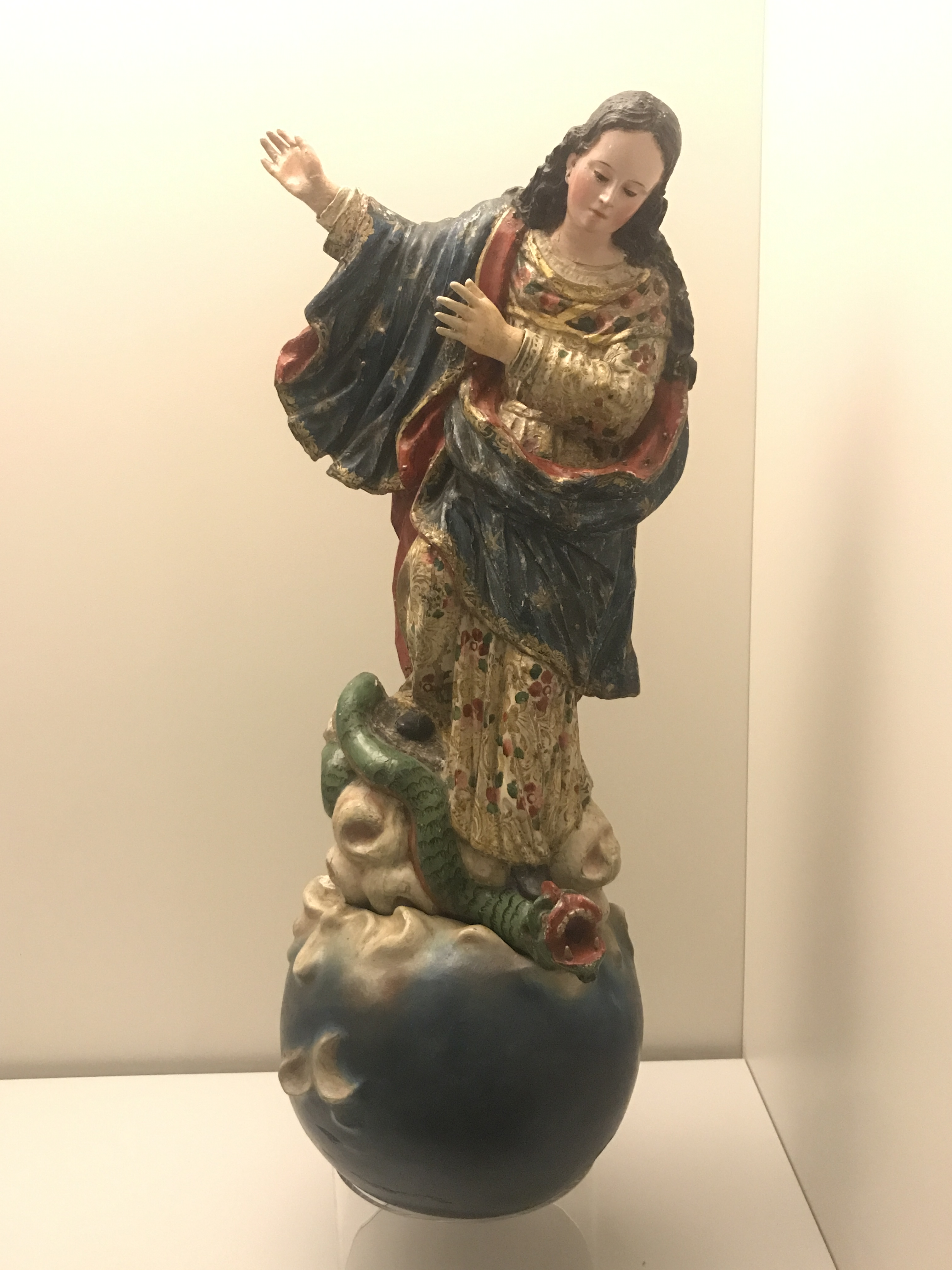

## Impacto
Al recibir la imagen, los franciscanos se maravillaron con su belleza, tanto que le asignaron un lugar de mayor importancia en el altar mayor de su iglesia. Los quiteños pronto se sintieron atraídos por la singular belleza de la Inmaculada que Legarda había logrado y que comenzó a ser conocida popularmente como la Virgen bailarina, por la posición de sus manos y los pliegues del vestido, que transmiten una sensación de movimiento, y como la Virgen alada, por la peculiar adición que le había hecho el artista en la espalda. En pocos años la advocación se volvió tan popular que empezaron a hacerse réplicas para la gente más pudiente de la Real Audiencia, convirtiendo a Legarda en uno de los artistas más solicitados de la época.
La fama de la Virgen alada traspasó las fronteras y se solicitaron réplicas desde Europa, donde pasaron a adornar Palacios y Catedrales; la más afamada de estas (y también la más grande) fue realizada por el mismo Legarda para ser llevada a Popayán (actual Colombia), donde hasta el día de hoy se encuentra en la Catedral de Nuestra Señora de la Asunción. Otra réplica, producida por el afamado artista Caspicara, se encuentra en el Museo de Brooklyn, en la ciudad de Nueva York.

### Actualidad

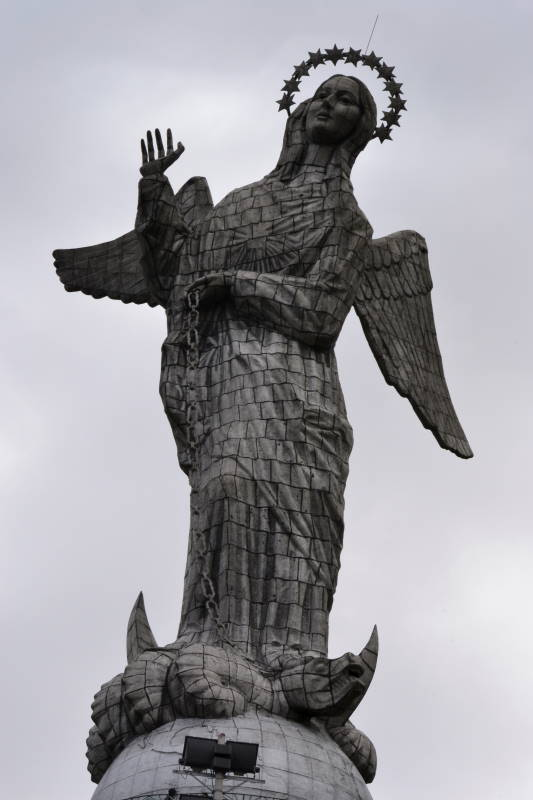
Virgen de El Panecillo

Hoy en día la escultura es un objeto de veneración tanto religiosa como artística y se encuentra en el nicho central del altar mayor de la Iglesia de San Francisco, de Quito, desde el siglo XVIII. Forma parte del patrimonio histórico de la ciudad, que es a su vez Patrimonio Cultural de la Humanidad según la UNESCO. Ha formado parte de las más importantes exposiciones de arte realizadas en el país y el exterior, las más recientes tituladas "Esplendor del barroco quiteño", que tuvo como escenario el colonial monasterio de Santa Clara, en el centro histórico de Quito; y "Cielo de Oro - Barroco indiano de Ecuador", en el Museo Etnográfico de Berlín.
Su imagen fue tan popular entre los quiteños durante siglos, que en 1969 se convirtió en la opción perfecta para construir un monumento gigantesco en la cima de la colina de El Panecillo: la Virgen de El Panecillo, que actualmente es la estatua de aluminio más grande del mundo y domina la vista de la ciudad. Este monumento fue construido según el proyecto liderado por Julio María Matovelle con el fin de celebrar la consagración de Ecuador al Inmaculado Corazón de María, a quien se dedicaría un altar en la Basílica del Voto Nacional de Ecuador. Esto sucedería al mismo tiempo que se consagraría dicho país al Sagrado Corazón de Jesús, como consecuencia del fin de la guerra civil de 1858.